# Kvadratni koren števila 2
Kvadratni koren števila 2, ali tudi Pitagorova konstanta, je pozitivno realno število, ki pomnoženo samo s seboj da naravno število 2.
Kvadratni koren števila 2 je geometrično dolžina diagonale kvadrata s stranicami dolžine 1, kar sledi iz Pitagorovega izreka. Verjetno je bilo prvo znano iracionalno algebrsko število. Njegova številska vrednost na 65 desetiških mest je (OEIS A002193):
1,41421 35623 73095 04880 16887 24209 69807 85696 71875 37694 80731 76679 73799....
Kvadratni koren števila 2 se po navadi zapiše v obliki surda:
{\displaystyle {\sqrt {2}}}   ali   √2,
lahko pa se ga zapiše tudi s potenčnim zapisom kot:
{\displaystyle 2^{1/2}\!\,}    ali    21/2, oziroma z zapisom Unicode 2½.
Na preprostih kalkulatorjih brez funkcije kvadratnega korena se lahko za kvadratni koren iz 2 vzame peti racionalni približek {\displaystyle {\tfrac {99}{70}}}. Čeprav je imenovalec le 70, se ulomek od prave vrednosti razlikuje manj kot 1/10000.

## Zgodovina
Na babilonski glineni tablici YBC 7289 (okoli 1800–1600 pr. n. št.) je naveden približek {\displaystyle \scriptstyle {\sqrt {2}}\,} s štirimi šestdesetiškimi znaki, kar ustreza približno šestim desetiškim znakom:
{\displaystyle {\sqrt {2}}\approx 1+{\frac {24}{60}}+{\frac {51}{60^{2}}}+{\frac {10}{60^{3}}}={\frac {30547}{21600}}=1,41421{\overline {296}}\!\,.}
Drugi približek tega števila je podan v starodavnih indijskih besedilih, Šulba sutrah (okoli 800–200 pr. n. št.), avtorjev Baudhajane, Apastambe in Katjajane, kjer je navedeno: »Povečaj dolžino stranice za njeno tretjino, in to tretjino za njeno četrtino in odštej štiriintrideseti del te četrtine.« Navedek da približek:
{\displaystyle {\sqrt {2}}\approx 1+{\frac {1}{3}}+{\frac {1}{3\cdot 4}}-{\frac {1}{3\cdot 4\cdot 34}}={\frac {577}{408}}=1,414{\overline {2156862745098039}}\!\,.}
Ta starodavni indijski približek je sedmi v zaporedju naraščajočih približkov na podlagi zaporedja Pellovih števil, ki se jih lahko izpelje iz razvoja {\displaystyle \scriptstyle {\sqrt {2}}\,} v neskončni verižni ulomek. 
Odkritje iracionalnih števil se običajno pripisuje pitagorejskemu filozofu Hipasu iz Metaponta, ki je podal (po vsej verjetnosti geometrijski) dokaz o iracionalnosti kvadratnega korena iz 2. Po neki legendi je Pitagora verjel v absolutnost števil, in ni mogel sprejeti obstoja iracionalnih števil. Z logiko sicer ni mogel izpodbiti njihovega obstoja, vendar jih ni mogel sprejeti, in je celo obsodil Hipasa na smrt z utopitvijo. Druga legenda pravi, da so Hipasaa utopili drugi pitagorejci ali pa so ga le izključili iz svojega kroga. Po tretji legendi so ga pitagorejci vrgli z ladje.

## Značilnosti
Kvadratni koren iz 2 je kvadratno iracionalno število in je zato njegov razvoj v neskončni verižni ulomek periodičen:
{\displaystyle {\begin{aligned}{\sqrt {2}}&=1+{\cfrac {1}{2+{\cfrac {1}{2+{\cfrac {1}{2+{\cfrac {1}{2+\ddots }}}}}}}}\equiv [1;{\overline {2}}]\\&=\left\{1,{\frac {3}{2}},{\frac {7}{5}},{\frac {17}{12}},{\frac {41}{29}},{\frac {99}{70}},{\frac {239}{169}},{\frac {577}{408}},{\frac {1393}{985}},{\frac {3363}{2378}},{\frac {8119}{5741}},{\frac {19601}{13860}},{\frac {47321}{33461}},{\frac {114243}{80782}},{\frac {275807}{195025}},\ldots \right\}\,\!.\end{aligned}}}